# Íñigo López de Mendoza (1493-1566)
Íñigo López de Mendoza y Pimentel (9 de diciembre de 1493-17 de septiembre de 1566) fue el IV duque del Infantado.

## Biografía
Hijo de Diego Hurtado de Mendoza de la Vega y Luna, III duque del Infantado, y de María Pimentel y Pacheco, hija de Rodrigo Alonso Pimentel, I duque de Benavente, y María Pacheco y Portocarrero, señora de Villacidaler.
Tuvo cierta relevancia en la Corte aunque estuvo apartado de cargos políticos, quizá por sus simpatías a favor de las revueltas comuneras; en su residencia de Guadalajara circularon ideas filo-luteranas y erasmistas a poco de heredar el título.
Casó con Isabel de Aragón y Portugal, hija de Enrique de Aragón y Pimentel "el infante Fortuna" y Guiomar de Portugal, teniendo cuatro hijos:
- Guiomar de Mendoza y Aragón (n. 1520), casada con Francisco de Zúñiga y Sotomayor, IV duque de Béjar.
- María de Mendoza y Aragón (n. c. 1520), casada con Iñigo López de Mendoza y Mendoza, III marqués de Mondéjar
- Ana de Mendoza y Aragón (f. 1566), casada con Luis Fernández Manrique de Lara y Pimentel, IV marqués de Aguilar de Campoo, I conde de Buelna
- Diego Hurtado de Mendoza y Aragón (f. 1566), IV conde de Saldaña, casado con María de Mendoza y Fonseca, marquesa del Zenete

Felipe II le encargó en 1559 recibir y acompañar a Isabel de Valois cuando esta se iba a casar con el rey, matrimonio que tuvo lugar en el palacio del Infantado de Guadalajara en 1560. Era hombre culto y de letras, y acrecentó mucho la biblioteca que iniciara el marqués de Santillana.